# Catemaco
Catemaco (kate'makoⓘ) es una ciudad del municipio homónimo ubicada en el sur del estado mexicano de Veracruz. La ciudad está ubicada en la laguna de Catemaco, en el municipio que se extiende hacia el norte hasta el Golfo de México. Catemaco es un destino turístico, cuyos principales atractivos son el lago, los restos de la selva tropical de la región y una tradición de brujería que tiene sus raíces en el período prehispánico.
Su nombre proviene del náhuatl Calli (Casas) y Tematli (quemar), es decir “Lugar de las casas quemadas”, nombre derivado de una de las erupciones del volcán San Martín.

## La ciudad

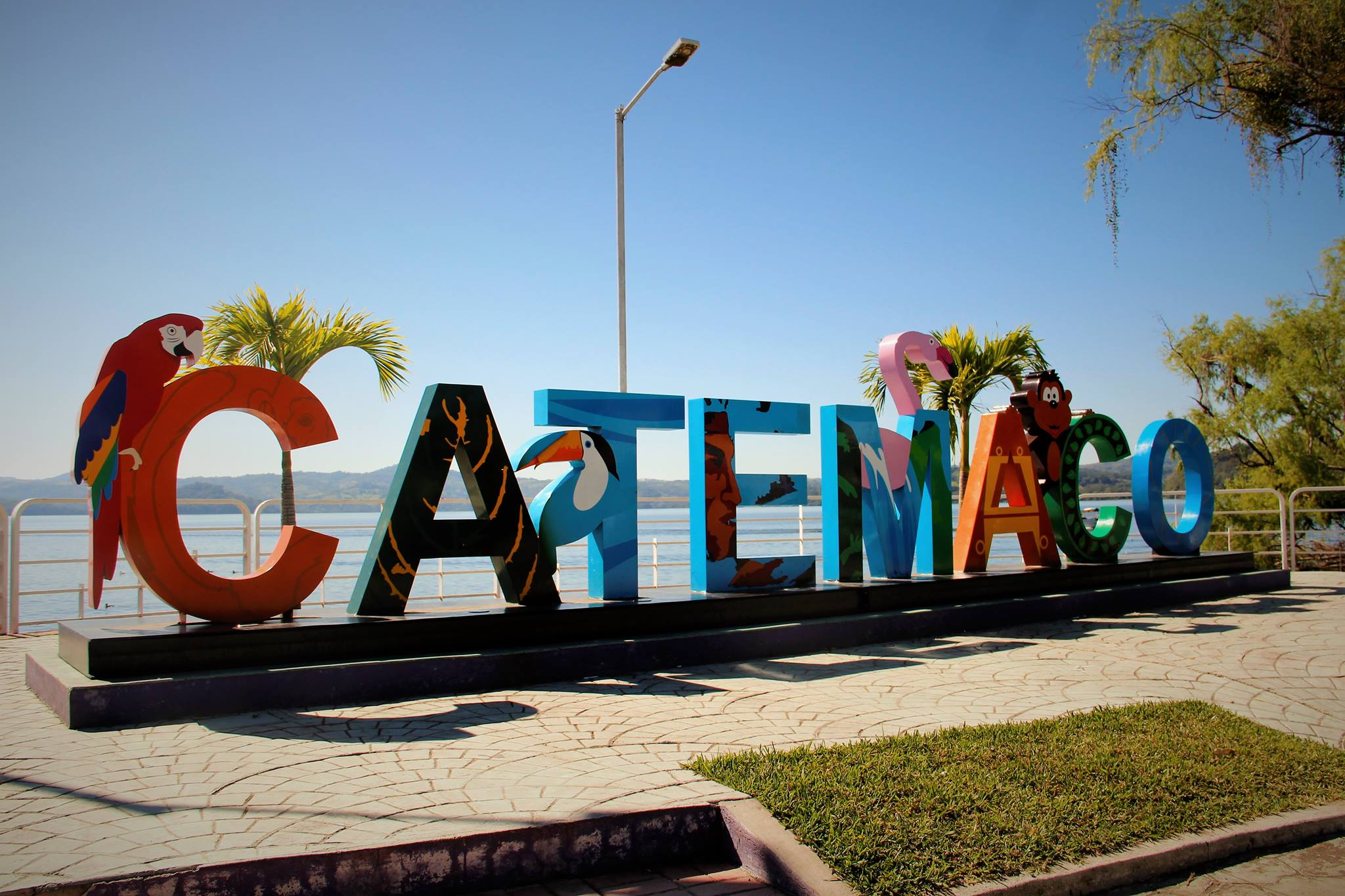
Catemaco

La ciudad de Catemaco está ubicada en el sur de Veracruz, a unos 160 km del puerto de Veracruz y a 220 km de la capital del estado Xalapa. Se encuentra en el interior del país, extendiéndose a lo largo de la orilla del lago de Catemaco, un gran lago de agua dulce, que es una de las principales atracciones turísticas de la ciudad, junto con su cocina y su tradición de brujería. A lo largo del lago, la ciudad tiene un rompeolas / paseo marítimo de 1,5 km, que a menudo está lleno de visitantes y vendedores, especialmente de los que venden encantos y un caracol de agua dulce local llamado tegogolo. Los muelles de la ciudad están ubicados en el centro de esta área, clasificados como un puerto pesquero y turístico por el gobierno federal. La mayor parte del tráfico de barcos es para turismo, especialmente durante los períodos de vacaciones. La otra sección principal de la ciudad es la plaza principal, popular entre los residentes y visitantes. La estructura principal aquí es la Basílica de Nuestra Señora del Monte Carmelo. La veneración de esta versión de la Virgen María, patrona del municipio, comenzó en el período colonial temprano, como un sustituto del culto local de Chalchiuhtlicue, la diosa del agua y los pescadores. Esta basílica contiene una imagen de Nuestra Señora del Monte Carmelo, que ha sido acreditada con milagros. Se compite con la devoción solo por un santuario en una isla en el lago Catemaco llamada El Tegal, donde se dice que apareció la Virgen María. La estructura actual se inició en 1799 pero no se terminó hasta 1961. La iglesia es una combinación de barroco y neoclásico con una cúpula de 21 metros de altura. Las vidrieras de los alrededores representan la vida de Jesús y María. Cada año, se celebra en esta basílica de Nuestra Señora del Monte Carmelo, un lanzamiento de barcos en procesión a la isla de Agaltepec y música tradicional como el danzón, Son Jarocho y otra música tropical, con guitarras, violines, vihuela y contrabajo.
Otros puntos de referencia en la ciudad incluyen la Estatua del Pescador, la Torre del Reloj, la Casa Brizuela Absalón, la Casa Gasca Blanco y la Casa Herrera García. La Casa de los Tesoros es una gran tienda de regalos, que ofrece panecillos, bizcochos y artesanías mexicanas y arte popular. En el pueblo se rodó Apocalypto, película de Mel Gibson.
Hay una estación de autobuses que conecta principalmente la ciudad con los puertos de Veracruz y Coatzacoalcos.

### Límites municipales
Tiene límites administrativos con los siguientes municipios y/o accidentes geográficos, según su ubicación:
|                          | Norte: Golfo de México            | Nordeste: Mecayapan          |
| Oeste: San Andrés Tuxtla |                                   | Este: Tatahuicapan de Juárez |
|                          | Sur: Hueyapan de Ocampo, Soteapan |                              |

## Historia
- Época Prehispánica: Catemaco y sus alrededores fueron habitados por diversas culturas indígenas, principalmente totonacas y nahuas. Estos grupos desarrollaron una sociedad agrícola y establecieron vínculos comerciales con otras culturas mesoamericanas. Catemaco era conocido por ser un lugar de tránsito y comercio en la región.

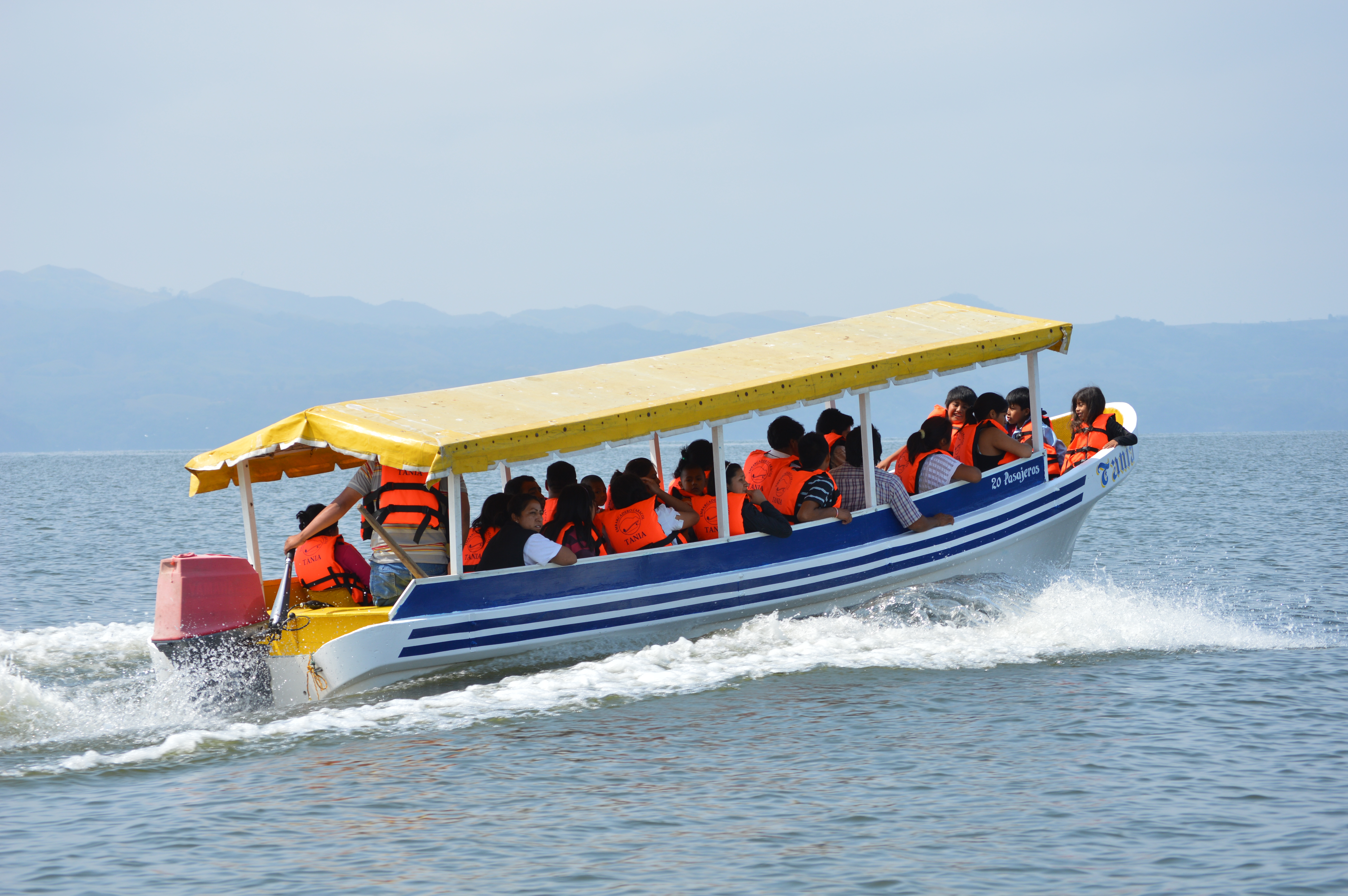

- Colonización y Fundación: En 1570, Catemaco fue oficialmente establecido como un pueblo de indios bajo dominio español. Se construyeron iglesias y se introdujeron nuevas estructuras administrativas y sociales. La arquitectura colonial que todavía se puede ver en la actualidad refleja esta época.
- La fundación de Catemaco no tiene una fecha exacta registrada en los documentos históricos. Se sabe que durante la época prehispánica, Catemaco era habitado por grupos indígenas como los totonacas y nahuas. Con la llegada de los españoles en el siglo XVI, se estableció como un pueblo de indios bajo la administración colonial, pero no existe un registro específico que precise el año exacto de su fundación.

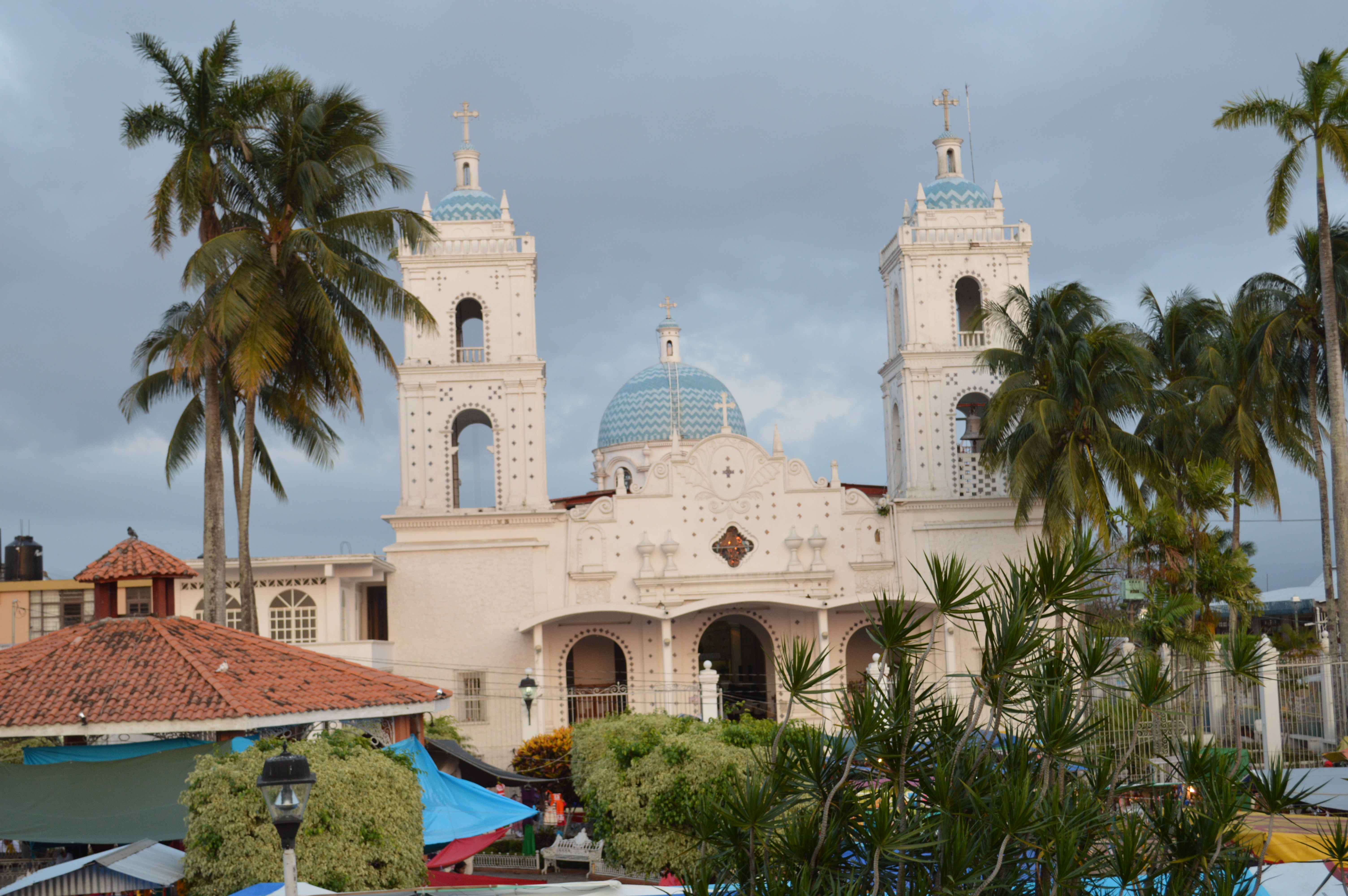

- Siglo XX: A partir de la década de 1970, Catemaco ganó popularidad como destino turístico gracias a sus prácticas esotéricas y la belleza natural del entorno, incluyendo el lago de Catemaco y la exuberante selva tropical circundante. Esto ha contribuido significativamente a la economía local y al reconocimiento internacional de Catemaco como un lugar único en México.
- Hoy en día, Catemaco es también un destino turístico popular debido a su ubicación en las orillas del lago de Catemaco y su entorno natural rico en biodiversidad. La ciudad combina elementos de su historia colonial con tradiciones indígenas vivas y una próspera industria turística.

## Presidentes municipales
- (1973 - 1976): Alberto Uscanga Escobar
- (1976 - 1979): Víctor White Fonseca
- (1979 - 1982): Tomás Montoya Pereyra
- (1982 - 1985): Arturo Cardenas Escobar
- (1985 - 1988): Netfalí Escobar Ramírez
- (1988 - 1991): Marco Brizuela Absalón
- (1991 - 1994): Jorge A. González Azamar
- (1994 - 1997): Tomás Montoya Pereyra
- (1997 - 2000): Sergio Cadena Ramírez
- (2000 - 2004): Salvador Herrera Moreno
- (2004 - 2007): Sergio Cadena Martínez
- (2007 - 2010): Jorge González Azamar
- (2011 - 2013): Eliuth Alberto Cervantes Ramírez
- (2014 - 2017): Jorge González Azamar
- (2018 - 2021): Julio Ortega Serrano
- (2022 - 2025): Juan José Rosario Morales